# 塔德乌什·瓦拉塞克
塔德乌什·瓦拉塞克（波蘭語：Tadeusz Walasek，1936年7月15日—2011年11月4日），波兰男子拳击运动员。他曾代表波兰参加1956年、1960年和1964年夏季奥林匹克运动会拳击比赛，获得一枚银牌和一枚铜牌。